# تشومالما

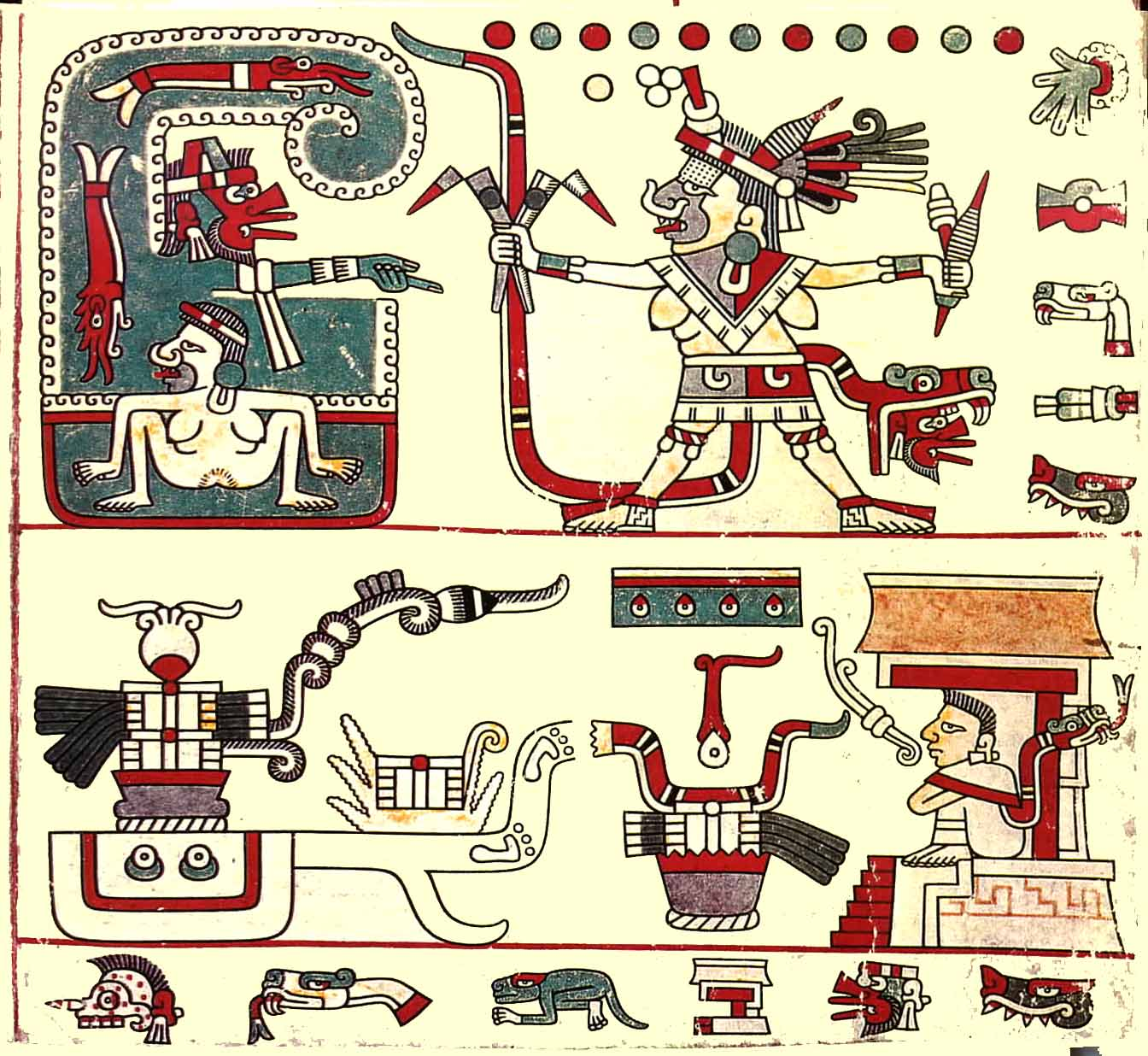
تشومالما

تشومالما (بالإنجليزية: Chimalman)‏ «من تواجه بيد عارية» أو «اليد المدرعة». كانت إلهة في أساطير الأزتيك. اعتبرها الأزتيك أمًا للإله كيتزالكواتل. تعتبر العديد من التقاليد الشفوية أن تشومالما هي أنها كانت روحًا رافقت الأزتيك من وطنهم الأصلي المسمى أزتلان Aztlán.